# Чистяков, Андрей Алексеевич (хоккеист)
Андрей Алексеевич Чистяков (род. 4 марта 1962, Уфа) — советский и российский хоккеист, защитник.

## Биография
Воспитанник СК им. Салавата Юлаева (Уфа). В первенстве СССР дебютировал в сезоне 1978/79 в составе команды второй лиги «Авангард» Уфа. По итогам следующего сезона вместе с СК им. Салавата Юлаева вышел в высшую лигу. 10 сезонов (1981/82 — 1990/91) выступал за московский «Спартак». Играл за клубы «Сундсвалль-Тимро» (Швеция, 1991—1993), «Спартак» (1993—1994), «Эстерсунд» (Швеция, 1994—1995), «Фурусет» (Норвегия, 1997—1999).
Чемпион Европы среди юниорских команд 1980 года.